# Aloe tewoldei
Aloe tewoldei é uma espécie de liliopsida do gênero Aloe, pertencente à família Asphodelaceae.